# Młyn (obraz Rembrandta)

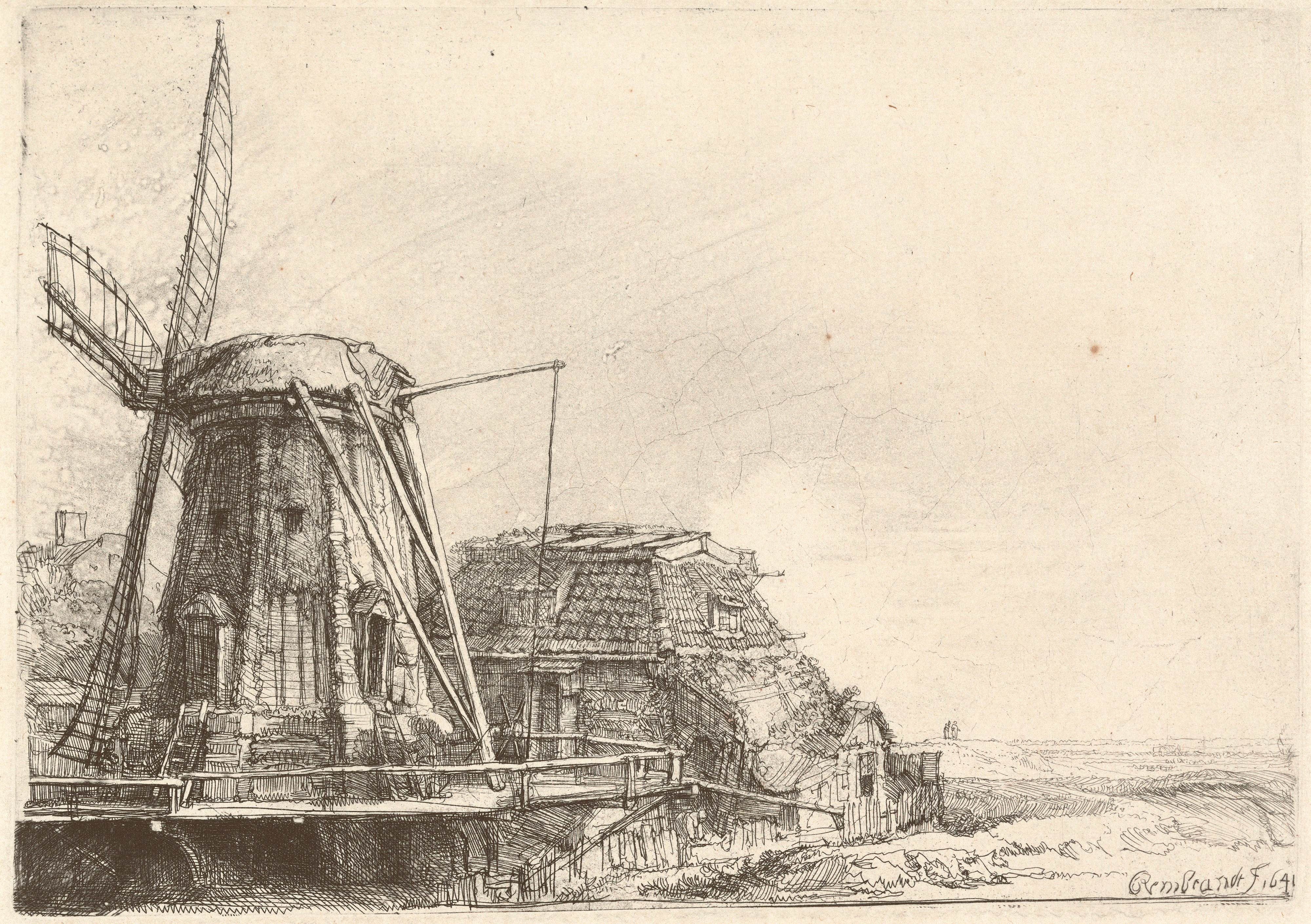
Rycina „Wiatrak” Rembrandta, która była motywem przewodnim dla obrazu

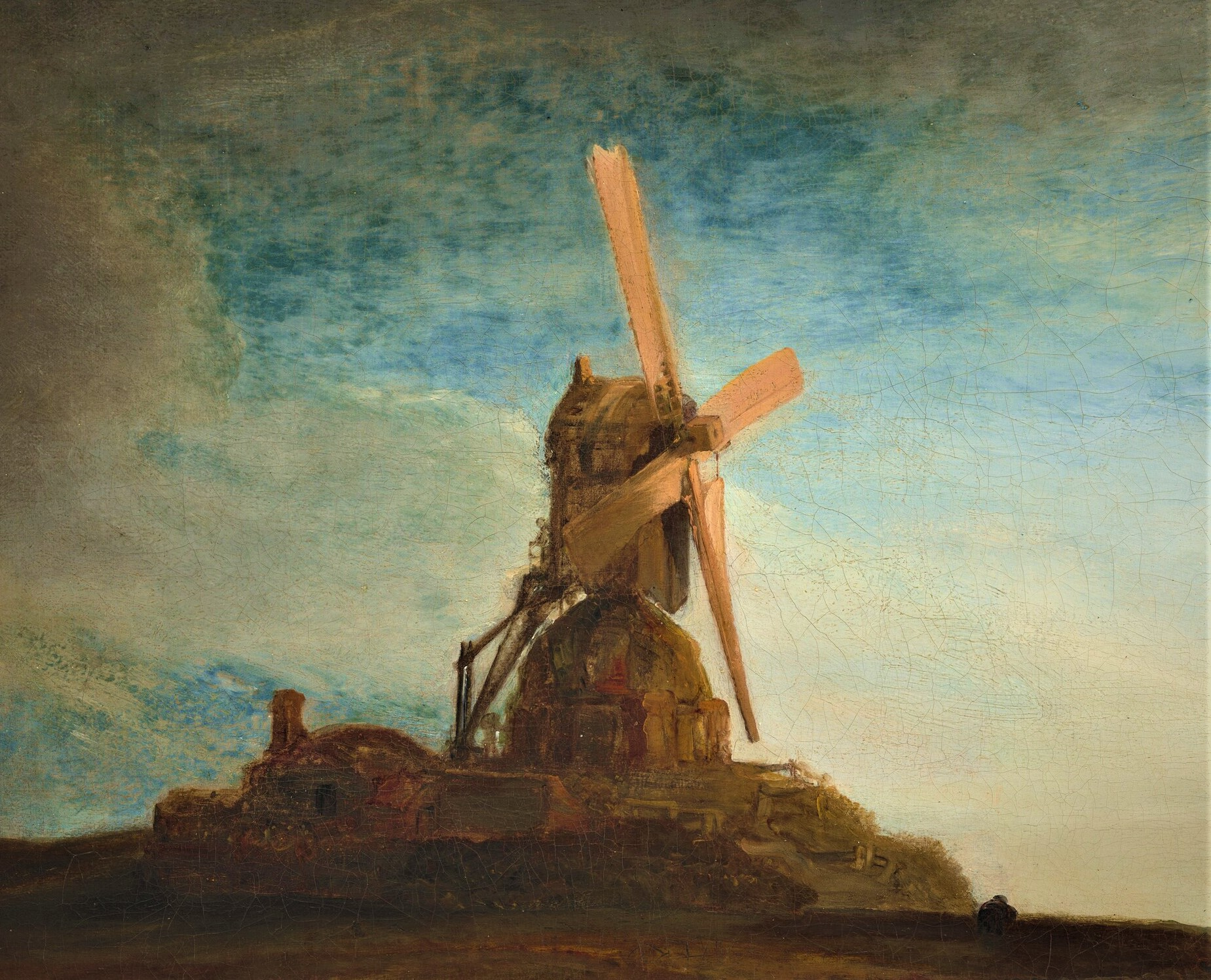
Młyn (wiatrak)

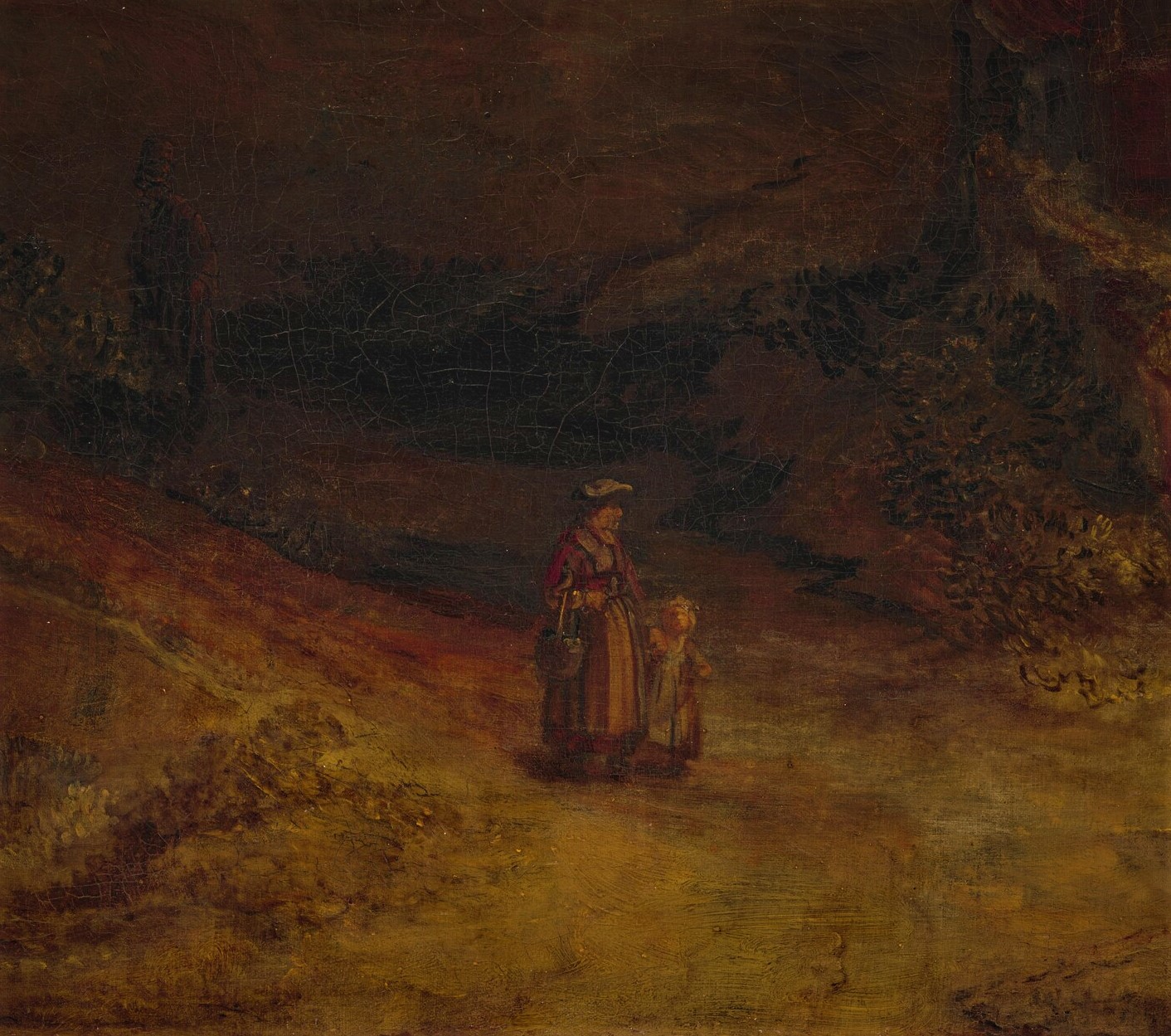
Kobieta z małym dzieckiem

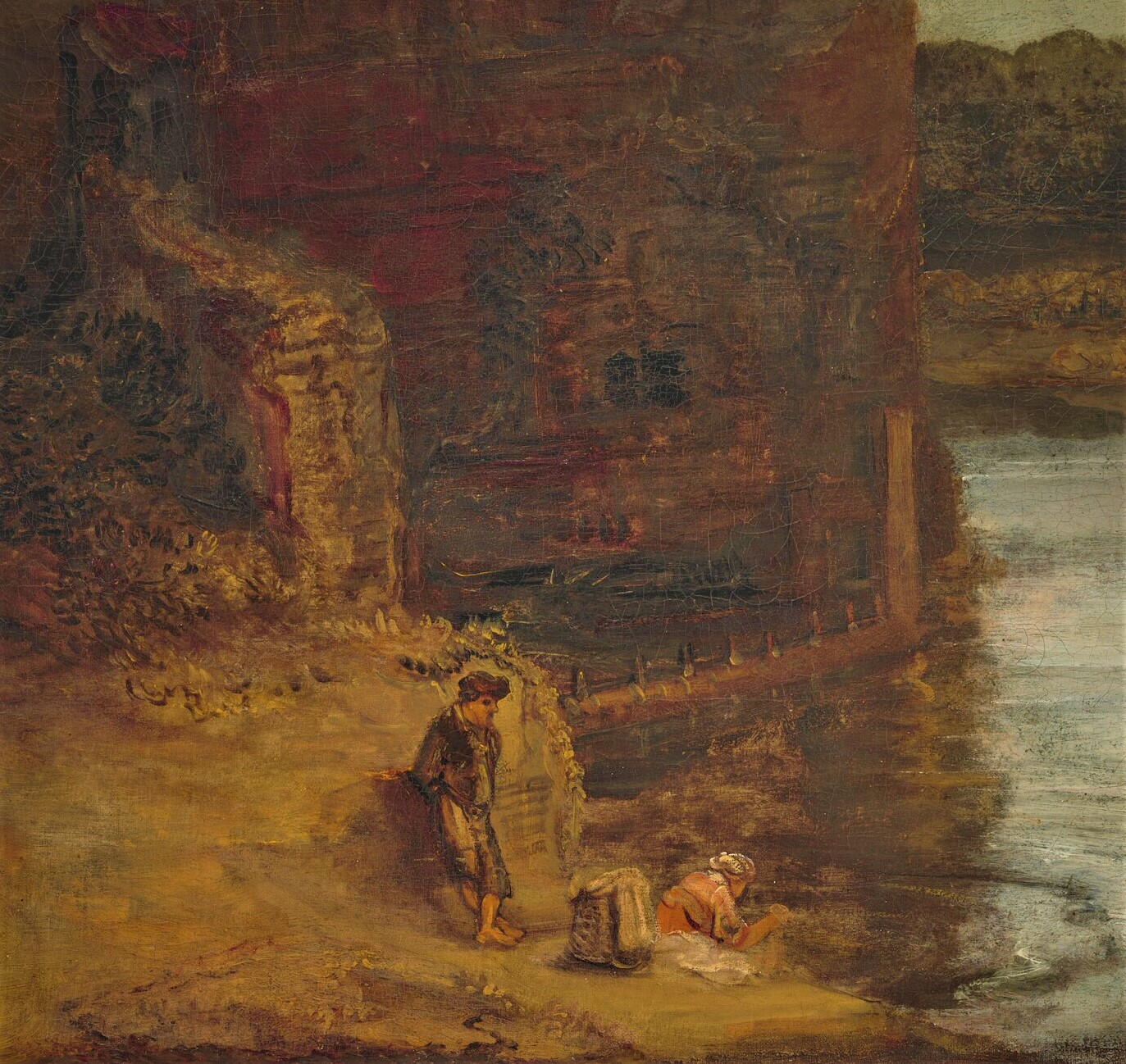
Praczka i mężczyzna

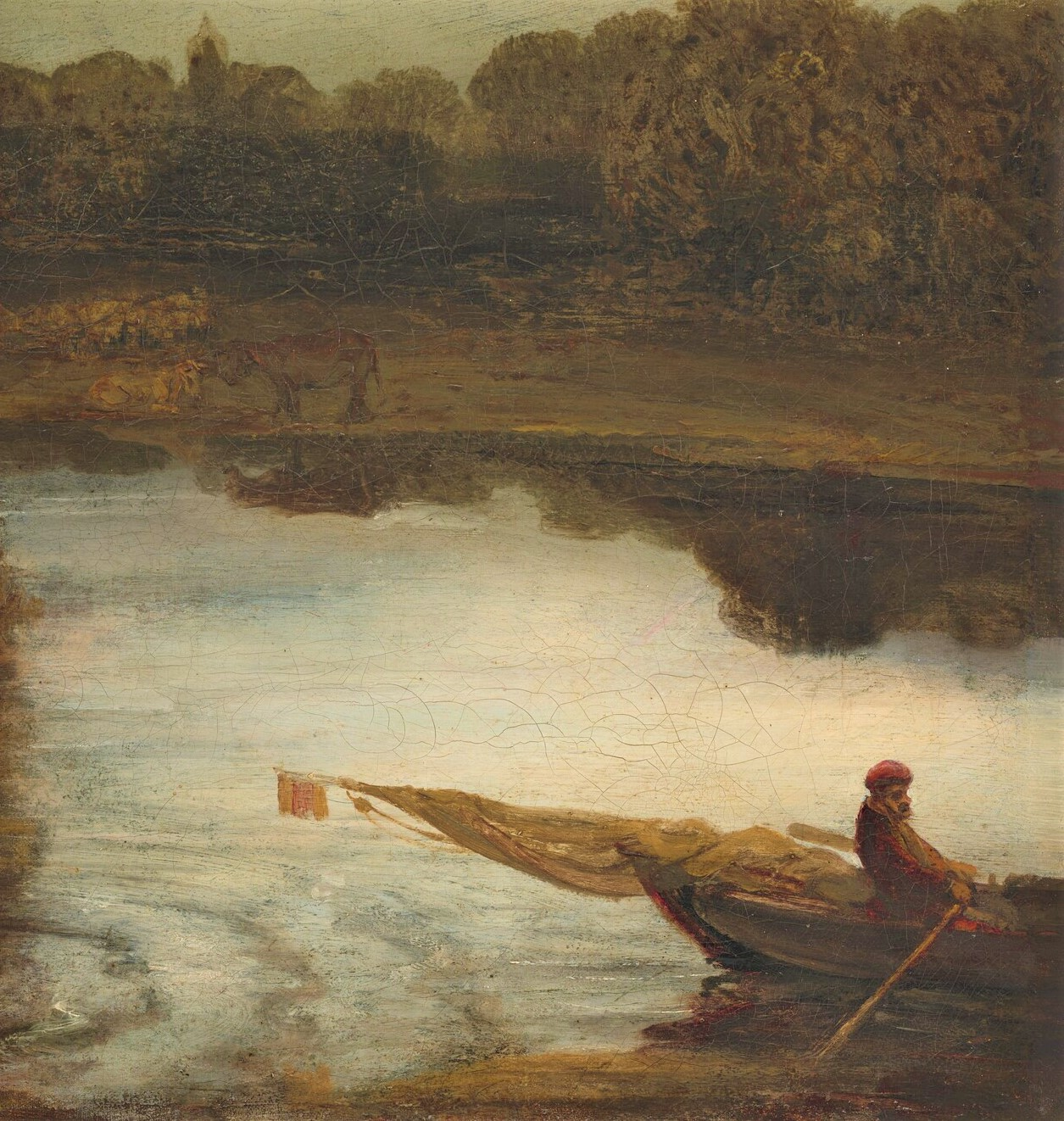
Wioślarz w łódce

Młyn (niderl. De molen) – obraz olejny namalowany przez holenderskiego malarza, rysownika i grafika Rembrandta pomiędzy 1645 a 1648 rokiem, znajdujący się w zbiorach National Gallery of Art w Waszyngtonie.

## Opis
Motywem przewodnim obrazu może być młyn, który Rembrandt przedstawił na jednej ze swoich rycin. Był to tak zwany Mały Śmierdzący Młyn (ang. Little Stink Mill), który stał na pozostałościach twierdzy De Passeerde wzdłuż murów miejskich biegnących wzdłuż zachodniej strony Amsterdamu. Młyn należał do cechu garbarskiego, a jego nazwa wzięła się od procesu zmiękczania garbowanej skóry poprzez traktowanie jej olejem z wątroby dorsza. Rembrandt przestudiował młyn i jego otoczenie tak szczegółowo, że prawdopodobnie dużą część prac wykonał na miejscu, a resztę dokończył w swoim atelier.
Wśród badaczy twórczości Rembrandta obraz ten uważany jest za oszałamiające dzieło pejzażowe z młynem pośrodku. W dolnej części płótna przedstawiono szeroką fosę, na której stoi zrujnowany i opuszczony bastion. To właśnie na jego ruinach zbudowano majestatyczny młyn, a w pobliżu rozsianych było kilka małych chat. Do młyna prowadzi ścieżka, którą artysta przedstawił w lewej części obrazu. To właśnie w tym miejscu można obserwować niewielki mostek przecinający śluzę, który pełni funkcję statycznego punktu orientacyjnego. Obraz wypełniony jest wieloma postaciami, które ukazane są podczas wykonywania prac domowych. Są sceny, w których kobieta z małym dzieckiem zmierzają w stronę wody, mężczyzna w łódce po prawej stronie ukazany jest podczas wiosłowania, kobieta stoi nad wodą i pierze ubrania a stojący obok niej mężczyzna obserwuje wykonywaną czynność. Na pierwszy rzut oka obraz sprawia wrażenie spokojnego i o niemal refleksyjnym nastroju, pozbawionego widocznej aktywności i dynamiki. Jednak bliższa analiza pozwala zobaczyć, ile osób zajmuje się swoimi codziennymi sprawami, jakby ożywiając dzieło swoimi zajęciami. Jest niezaprzeczalnie jasny, pełen życia i ruchu, choć na pierwszy rzut oka wydaje się, że obraz jest pogrążony w cieniu. Wieczorne światło nieba, słabe promienie słońca są pomalowane w taki sposób, aby ożywić obraz. Oświetlenie otaczających chmur i skrzydeł młyna ma za zadanie podkreślić budowlę, nie dopuszczając do jej „rozpłynięcia się” w nadchodzącym mroku. Chociaż główna kolorystyka wykonana jest w odcieniach czerni, szarości i brązu, przedstawiających blaknące światło na niebie, „lekkość” odcieni nieba przywołuje wrażenie burzy i pomaga podkreślić lśniące piękno młyna. Trudno określić intencję artysty i zrozumieć, czy burza się szykuje, czy już minęła, gdyż woda wydaje się dość spokojna.
Przez długi czas obraz uchodził za melancholijny, co wyrażało się w żółtych odcieniach. Dlatego prawdziwą sensacją była renowacja, podczas której okazało się, że to tylko stary, przebarwiony lakier. Teraz niebo, które wcześniej wydawało się lekko żółte, było jasne, a chmury były przezroczyste jak burza śnieżna. To uwydatniło rzekę, której wygląd poprawił się dzięki odbiciu błękitnego nieba i nie przypominał już gigantycznej żółtej kałuży. Przenosząc wzrok z nieba na ziemię, widać, że Rembrandt przedstawił przestrzeń krajobrazu jako stosunkowo płytką. Staje się to oczywiste, gdy porównuje się pejzaże współczesnych Rembrandtowi, takich jak Jan van Goyen, Jacob van Ruisdael, Meindert Hobbema i Philips Koninck z ich widokami na płaską holenderską krainę. Rembrandt nie pozwala widzowi zanurzyć się w snach z tego, co zobaczył. Istotą obrazu jest właśnie ten młyn, ta ścieżka, ten odcinek rzeki. Zwykła scena i miejsce, które każdy widział podczas wiejskiego spaceru, a niektórzy narysowali w szkicowniku.
Pranie ubrań wykonywane przez kobietę tworzy duże, okrągłe zmarszczki na powierzchni rzeki, ale łódź cicho przepływa obok, nie pozostawiając śladu. Płynnie wchodząc w fabułę, łódź jest dziwnie przycięta w taki sposób, że współcześni mają wrażenie, że kontemplują impresjonistyczne obrazy Edgara Degasa. Podczas renowacji odkryto, że Rembrandt pierwotnie namalował most na tej rzece, ale później najwyraźniej zmienił zdanie i namalował most w innym miejscu, dodając łódź. Zatem symbol połączenia, ludzkiej interakcji został zastąpiony obrazem separacji, przestrzenią, która dzieli ludzi. Pięć postaci na pierwszym planie, patrząc od lewej do prawej, wydaje się tworzyć alegorię „trzech epok dystansu między ludźmi”. Matka i dziecko są wciąż razem na ścieżce, ale dziecko zaczyna iść do przodu, próbując się oddalić; na brzegu mężczyzna i kobieta są wyraźnie oddzieleni przestrzenią i pozycją (jedno stoi, drugie siedzi), nie są zwróceni twarzą do siebie; po prawej stronie przewoźnik dryfuje samotnie. Szczelina między łodzią a brzegiem, ten niewielki odcinek wzburzonej wody, jest subtelnym, ale potężnym symbolem ludzkiego braku jedności, przepaści nie do pokonania między ludźmi. Na pierwszym planie zygzakowata ścieżka prowadzi podróżnych do wiatraka. Widok stojącego na szczycie młyna i jego skrzydła, budziły u zamyślonego XVII-wiecznego widza holenderskiego wiele skojarzeń. Wiatraki wykorzystywano do rekultywacji w celu wypompowywania wody z ziemi, ale częściej używano ich do napędzania ciężkich młynów, w których mielono pszenicę i jęczmień na podstawowe produkty, takie jak chleb i piwo (ojciec Rembrandta młócił jęczmień). Młyn jest zatem zarówno symbolem holenderskiej pomysłowości, jak i artykułów niezbędnych do życia. Wiatraki są symbolem holenderskiego malarstwa pejzażowego XVII wieku, a Rembrandt próbował dosłownie wynieść ten zwyczajny widok do nieba. Młyn, którego skrzydła obracają się na wietrze, jest w równym stopniu symbolem ruchu i zmian, jak przepływająca w dole rzeka. Stoi w słońcu, ale jedno z jego skrzydeł jest już ciemne i nadciągają złowieszcze ciemne chmury. W istocie odsłaniają ulotność tej słonecznej chwili i przypominają o krótkotrwałości ludzkiego życia. Wiatrak, którego skrzydła zmieniają się ze światła w cień i z powrotem, symbolizuje decydujące elementy czasu i przypadku w życiu. Skrzydła oświetlone słońcem kręcą się jak koło fortuny, a kamienie zużywają się jak czas. Ten zwyczajny młyn jest przedstawiany przez Rembrandta jako złożony symbol śmiertelności, zmienności i przypadkowości. Rzeka jest prawdopodobnie nawet ważniejsza niż młyn. Oddziela pierwszy plan od tła, a także łączy różne przestrzenie obrazu, oddając nawet kolory nieba.

## Kontrowersje
Pomimo popularności obrazu, której początki sięgają XVII wieku, kiedy znajdował się on w zbiorach księcia Filipa Orleańskiego, już w XX wieku atrybucja budziła spore kontrowersje. Ekspertem, który jako pierwszy zakwestionował atrybucję, był Woldemar von Seidlitz, który poruszał tę kwestię w artykułach prasowych począwszy od 1902 roku. Jednak pierwszą dogłębną analizę problemów stylistycznych dotyczących atrybucji obrazu opublikował w czasopiśmie artystycznym Kunst und Künstler w 1911 roku. Seidlitz podkreślał, że koncepcja tego obrazu różni się od innych pejzaży Rembrandta, jego niski horyzont, brak wielości, a przede wszystkim mocne kontrasty światła i ciemności były dla Rembrandta nietypowe. Krytyk sugerował, że za autora można uznać Aerta Geldera, podkreślając, że to Gelder preferuje ciepłe, przejrzyste kolory, w jakich wykonany jest „Młyn”. Niemal jednocześnie z artykułem von Seidlitza w prasie ukazały się doniesienia o odkryciu na obrazie podpisu słynnego pejzażysty Herculesa Seghersa, co tylko zachęciło do dalszych spekulacji na temat atrybucji. Późniejsze doprecyzowanie tego artykułu wykazało, że zaszła pomyłka i chodziło o zupełnie inny obraz. Spekulowano, że obraz „Młyn” jest w zasadzie brytyjskim falsyfikatem z XIX wieku. Jednak atrybucji Rembrandta stanowczo broniły tak wybitne osobistości, jak Wilhelm von Bode, Abraham Bredius, Cornelis Hofstede de Groot i Jan Peter Wet. Z biegiem czasu von Seidlitz zgodził się z ich argumentacją i przestał uważać „Młyn” za dzieło Seghersa, nadal jednak wątpił w przypisanie go Rembrandtowi. Po wzburzeniu wywołanym przejęciem obrazu przez National Gallery of Art przez ponad sześćdziesiąt lat nie dyskutowano poważnie o atrybucji obrazu. Charakterystyczne jest, że w Stanach Zjednoczonych, gdzie obraz dotarł w 1911 roku, został on przyjęty przez badaczy (między innymi Jakoba Rosenberga i Wolfganga Stechowa) jako dzieło Rembrandta i nie budził wątpliwości. Bardziej radykalni byli ich europejscy koledzy, którzy ostatecznie zaprzestali włączania „Młyna” do katalogu dzieł Rembrandta. Nawet Bredius, który w 1911 roku bronił atrybucji obrazu, wykluczył go ze swojego katalogu obrazów Rembrandta w 1935 roku. Kurt Bauch w roku 1966 i Horst Gerson trzy lata później, poszli w ich ślady i nie umieścili obrazu w swoich katalogach dzieł Rembrandta.
Chociaż Rembrandt był synem młynarza, istnieje bardzo niewiele obrazów, na których przedstawiał wiatraki. Jeśli przyjrzeć się bliżej, skrzydła młyna obracają się nieprawidłowo. Przez wieki młyny obracały się w kierunku przeciwnym do ruchu wskazówek zegara. Nasuwa się więc pytanie, jak syn młynarza mógł popełnić taki błąd i czy w ogóle jest on autorem tego obrazu. Tego rodzaju krajobraz zajmował szczególne miejsce dla Rembrandta, a wiatrak jego rodziny stał się źródłem inspiracji. Jego babcia była także młynarką w młynie, który stał na polu szubienic pod miastem Lejda. W związku z oblężeniem miasta przez wojska hiszpańskie w 1574 roku, młyn przeniesiono w okolice Bramy Białej.
Oglądając obraz w National Gallery of Art, holenderski artysta Rinus Roelofs zwrócił uwagę na skrzydła wiatraka, które zostały nieprawidłowo przedstawione. W związku z tym kwestionował autentyczność obrazu, który obecnie jest oficjalnie uważany za dzieło Rembrandta. Jest pewien, że Rembrandt musiał od najmłodszych lat dobrze znać kierunek obrotu skrzydeł holenderskiego wiatraka. Na przykład, jeśli będą się poruszać zgodnie z ruchem wskazówek zegara, kamienie młyńskie będą się nieprawidłowo obracać jeden nad drugim i ziarno nie zostanie zmiażdżone. To właśnie z powodu takich szczegółów krytycy uważają, że niektóre dzieła przypisywane twórczości Rembrandta są rodzajem zbiorowego rezultatu. Jako argument przytaczają ogromną liczbę dzieł Rembrandta, które mógł on zrealizować jedynie dzięki pomocy swoich licznych „uczniów”. Trudno sobie wyobrazić, aby syn młynarza popełnił błąd, przedstawiając młyn własnoręcznie. Znacznie bardziej prawdopodobne jest, że praktykant lub fałszerz wykonał takie dzieło w oparciu o akwafortę. Dla laika odwrócone skrzydła młyna są mniej widoczne i być może dlatego wyjaśnia to fakt, że szczegół ten przez długi czas nie był zauważany w oficjalnej literaturze historii sztuki przez czterysta lat.